# Mars 1740
Cette page présente les faits marquants du mois de mars 1740.

## Naissances
- 2 mars : Nicholas Pocock, peintre anglais († 9 mars 1821).
- 11 mars : Carl Gustav Gottfried Hilfeling, peintre suédois († 22 octobre 1823).